# جولين لوبيتيغي
جولين لوبيتيغي أرغوتي (بالإسبانية: Julen Lopetegui Argote)، (مواليد 28 أغسطس 1966)، هو حارس كرة قدم إسباني سابق ومدرب كرة قدم حالي.
عندما كان لاعبًا لعب مع ريال مدريد كاستيا وريال مدريد ولاس بالماس ولوغرونيس وبرشلونة ورايو فايكانو ولعب أيضاً مع منتخب إسبانيا ودرب بورتو في البرتغال وسبق له تدريب منتخب إسبانيا تحت 21 لكرة القدم ودرب ريال مدريد ب ورايو فايكانو ومنتخب إسبانيا، درب ريال مدريد من 12 يونيو 2018 إلى 29 أكتوبر 2018 حين أقاله نادي ريال مدريد جراء تراجع نتائجه منذ بداية الموسم خصوصا بعد تكبد هزيمة ثقيلة خارج الأرض ضد الغريم الازلي برشلونة بنتيجة 5-1 في كفة الكتلان.

## إحصاءاته كمدرب
آخر تحديث 28 أكتوبر 2018.
| الفريق         | من            | إلى            | السجل | السجل | السجل | السجل | السجل | السجل | السجل | السجل  |
| الفريق         | من            | إلى            | ل     | ف     | ت     | خ     | أ.ص   | أ.ض   | ف.أ   | الفوز% |
| -------------- | ------------- | -------------- | ----- | ----- | ----- | ----- | ----- | ----- | ----- | ------ |
| رايو فايكانو   | 1 يوليو 2003  | 3 نوفمبر 2003  | 11    | 2     | 2     | 7     | 10    | 17    | −7    | 018٫18 |
| ريال مدريد ب   | 1 يوليو 2008  | 30 يونيو 2009  | 38    | 18    | 9     | 11    | 60    | 45    | +15   | 047٫37 |
| إسبانيا تحت 19 | 1 أغسطس 2010  | 30 مايو 2013   | 11    | 8     | 3     | 0     | 29    | 9     | +20   | 072٫73 |
| إسبانيا تحت 20 | 1 أغسطس 2010  | 30 أبريل 2014  | 10    | 7     | 2     | 1     | 22    | 8     | +14   | 070٫00 |
| إسبانيا تحت 21 | 8 أغسطس 2012  | 30 أبريل 2014  | 11    | 11    | 0     | 0     | 34    | 7     | +27   | 100٫00 |
| بورتو          | 1 يوليو 2014  | 7 يناير 2016   | 77    | 53    | 15    | 9     | 157   | 52    | +105  | 068٫83 |
| إسبانيا        | 21 يوليو 2016 | 13 يونيو 2018  | 20    | 14    | 6     | 0     | 61    | 13    | +48   | 070٫00 |
| ريال مدريد     | 1 يوليو 2018  | 29 أكتوبر 2018 | 14    | 6     | 2     | 6     | 21    | 20    | +1    | 042٫86 |
| مجموع المسيرة  | مجموع المسيرة | مجموع المسيرة  | 193   | 119   | 40    | 34    | 396   | 174   | +222  | 061٫66 |

## روابط خارجية
- جولين لوبيتيغي على موقع قاعدة بيانات كرة القدم.إي يو (الإنجليزية)
- جولين لوبيتيغي على موقع ليكيب (الفرنسية)
- جولين لوبيتيغي على موقع ناشيونال فوتبول تيمز (الإنجليزية)
- جولين لوبيتيغي على موقع عالم كرة القدم.نت (الإنجليزية)